# Vienne-en-Arthies
Vienne-en-Arthies é uma comuna francesa na região administrativa da Ilha de França, no departamento do Vale do Oise. Estende-se por uma área de 3.76 km². Em 2010 a comuna tinha 403 habitantes (densidade: 107,2 hab./km²).